# Sadrak Téguimaha
Sadrak Téguimaha (* 19. Mai 1980) ist ein ehemaliger kamerunischer Radrennfahrer.

## Karriere
Während seiner Laufbahn gewann Sadrak Téguimaha vier Rennen des internationalen Kalenders: insgesamt drei Etappen der Tour du Cameroun 2006 und 2007 und eine Etappe der Tour du Faso 2008. Bei der Tour du Faso wurde er außerdem 2007 Zweiter und 2008 Dritter der Gesamtwertung. Im Jahr 2009 wurde er kamerunischer Meister im Straßenrennen.

## Erfolge
2006
- eine Etappe Tour du Cameroun

2007
- zwei Etappen Tour du Cameroun

2008
- eine Etappe Tour du Faso

2009
- Kamerunischer Meister – Straßenrennen